# Pável Tregúbov
Pável Vladímirovich Tregúbov (en ruso: Па́вел Влади́мирович Трегу́бов; Krasnodar, 21 de diciembre de 1971) es un ajedrecista ruso, gran maestro internacional desde 1994 y campeón de Europa en 2000.
Es uno de los fundadores de la Asociación de Profesionales del Ajedrez (ACP), de la que actualmente es el director del ACP Tour. Tregubov se desempeñó anteriormente como presidente, tesorero y director de la junta.

## Carrera
Tregubov ganó el torneo Corsica Masters en 1997. En 1999 empató en el primer lugar con Simen Agdestein y Mikhail Gurevich en el Abierto de Cappelle-la-Grande. Tregubov ganó el Campeonato Europeo de Ajedrez Individual inaugural en 2000 en Saint-Vincent anotando 8 puntos en 11 partidas. También fue el ganador de la 4.ª Copa de Ajedrez de Pivdenny Bank, celebrada en 2008. Al año siguiente, Tregubov compitió en la Copa del Mundo de la FIDE, de la que fue eliminado en la primera ronda después de perder ante Varuzhan Akobian por 7-9. En octubre de 2011 empató del 3.º al 15.º lugar en la sección abierta del 15.º Circuito de Córcega.

## Clubes

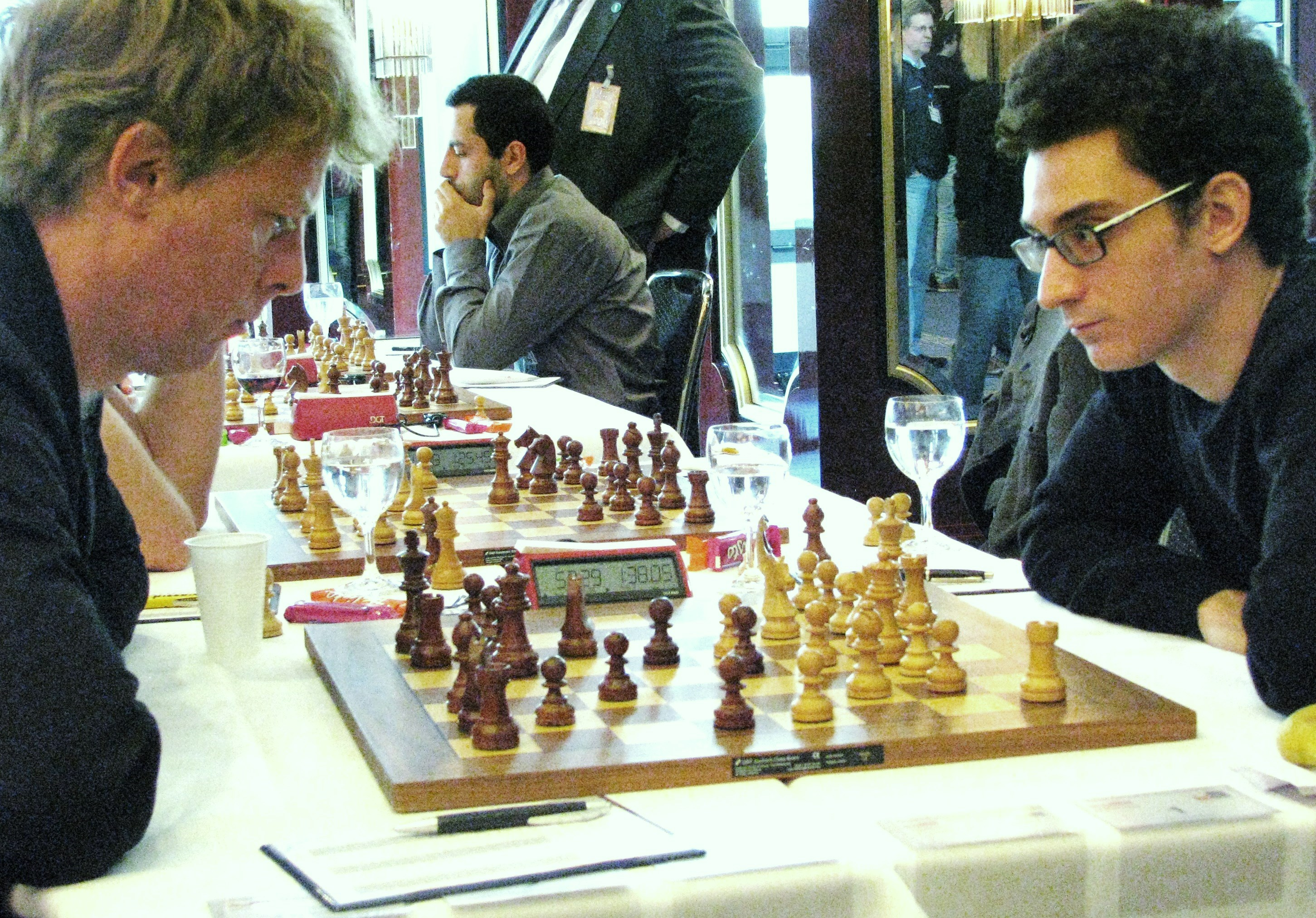
Tregubow, Fabiano Caruana y Hrant Melkumjan en la final de la Bundesliga 2017 en Berlín

En el campeonato de equipos de Rusia, Tregubov jugó para Ladja Azov en 1994, en 1998, 2000 y 2002 para la Universidad de Maikop, en 1999 para el Chimik Beloretschensk, en 2005 y 2006 para Yunilain Samara, en 2007 y 2008 para Shatar Buryatia, en 2009 para TPS Saransk, desde 2012 él para la Universidad de Belorechensk. En la Bundesliga alemana juega desde 2005 para el SV Mülheim-Nord , la Meesterklasse holandesa que ganó en 2001 con Ordina / De Variant Breda. En Francia, Tregubow juega en el Clichy-Echecs-92, con el que fue campeón del equipo francés en 2007, 2008, 2012, 2013, 2014, 2016 y 2017, en Bélgica ha jugado para el equipo del Cercle d'Échecs Fontainois desde 2013, con quien fue campeón en 2019.
Tregubov participó en la Copa de Europa de Clubes nueve veces, a saber, en 1999 con Chimik Beloretschensk, 2000 con la Universidad de Maikop, 2002 con Norilski Nikel Norilsk, 2003, 2006, 2007, 2008 y 2013 conClichy-Echecs-92 y 2014 con SV Mülheim-Nord. En la clasificación por equipos su mayor logro fue el segundo lugar en 2002, en la clasificación individual logró el mejor resultado en el cuarto tablero en 2006, el segundo mejor resultado en el quinto tablero en 2002 y el tercer mejor resultado en el cuarto tablero en 2007.

## Estilo
Tregubov es uno de los principales practicantes de la variante Taimanov de la defensa siciliana.

## Vida personal
En 2015, Pavel Tregubov se casó con Alexandra Kosteniuk.

## Partidas notables
- Pavel Tregubov vs Rustam Kasimdzhanov, Campeonato Mundial FIDE 2000, Defensa Eslava, Variante Checa (D17), 1-0
- Boris Kantsler vs Pavel Tregubov, Copa de Clubes de Europa 2003, Defensa Siciliana, variante Alapin, Gambito Smith-Morra Declinado (B22), 0-1
- Pavel Tregubov vs Andrew Greet, Copa de Clubes de Europa 2006, Defensa India de Dama: variante Nimzovich (E15), 1-0